# الحجر (تعز)
الحجر هي إحدى قرى الجمهورية اليمنية. وهي تتبع جغرافيًا لمحافظة تعز. وإداريًا لمديرية جبل حبشي. يبلغ تعداد سكانها 1392 نسمة حسب الإحصاء الذي جرى عام 2004.